# Bierpalast

Hofbräuhaus

Un Bierpalast (en alemán: Palacio de cerveza) es un término que designa en Alemania a los enormes restaurantes que se popularizaron en el siglo XIX, especialmente en las ciudades cerveceras de Múnich, Dortmund o Berlín.
Estas cervecerías gigantescas pueden acoger a unas 5000 personas en un complejo de salas que alcanzan hasta 1 500 m². Produciendo sus propias cervezas en locales contiguos, apostaban al principio de la era industrial sobre la capacidad que había la cerveza de reunir personas de diversos estratos sociales en torno a una mesa. Han participado en así la evolución de la conciencia alemana como pueblo unificado al igual que los Biergarten estivales.
Una orquesta de música tradicional suele estar presenta. Las cervezas se sirven en jarras de un litro y las camareras se desplazan con patines de ruedas, pudiendo así librar una decena de litros de cerveza rápidamente. 
En Múnich se encuentra así la Hofbräuhaus, el Mathäser o incluso la Löwenbräukeller.